# My Fair Lady (musical)
My Fair Lady é um musical baseado na peça teatral Pigmalião de George Bernard Shaw, com libreto e letras de Alan Jay Lerner e música de Frederick Loewe.
Depois de prévias, o show oficialmente estreou na Broadway no Mark Hellinger Theatre em 15 de março de 1956. O elenco original trazia Rex Harrison, Julie Andrews, Stanley Holloway e Robert Coote. Edward Mulhare and Sally Ann Howes substituíram Harrison e Andrews mais tarde. Esta produção original ganhou cinco prêmios Tony, incluindo o premio de melhor musical, e foi apresentado na Broadway 2 717 vezes, o recorde da época. Fechou na Broadway no dia 29 de setembro de 1962.
Em 10 de abril de 1958 o musical abriu na West End no Teatro Drury Lane. Os atores Harrison, Andrews, Holloway e Coote reprisaram seus papeis. Foi apresentado durante cinco anos e meio.
Em 1964 ele se transformou em um filme para cinema, dirigido por by George Cukor e protagonizado por Audrey Hepburn e Rex Harrison, com Stanley Holloway como Alfred P. Doolittle, o pai de Eliza, um pobre lixeiro. Acabou vencendo oito Oscars, incluindo o de melhor filme.